# 奉天兵事区
奉天兵事区（ほうてんへいじく）は、満洲国に設置された大日本帝国陸軍の兵事区の一つ。奉天省、安東省を管轄領域とし、奉天陸軍兵事部が置かれ徴兵・召集等兵事事務を所掌した。

## 概要
1941年（昭和16年）、陸軍管区表の改正で関東軍管区の下に奉天兵事区が設置された。当初、奉天省、安東省を管轄したが、1943年（昭和18年）以降は奉天省のみを管轄した。

## 奉天陸軍兵事部長
| 代             | 氏名           | 階級           | 在任期間       | 出典           |
| 奉天兵事部部長 | 奉天兵事部部長 | 奉天兵事部部長 | 奉天兵事部部長 | 奉天兵事部部長 |
| -------------- | -------------- | -------------- | -------------- | -------------- |
|                | 中尾小六       | 歩兵大佐       | 1942.8.1 -     | [ 3 ] [ 4 ]    |